# Shanghai Airlines
Shanghai Airlines is een Chinese luchtvaartmaatschappij met haar thuisbasis in Shanghai, voor de nationale vluchten op luchthaven Shanghai Hongqiao en voor internationale vluchten op luchthaven Shanghai Pudong. Het maakt momenteel deel uit van de luchtvaartalliantie Star Alliance.

## Geschiedenis
Shanghai Airlines is opgericht in 1985 in Shanghai als de eerste lokale luchtvaartmaatschappij in China. Sinds 1997 voert zij ook internationale vluchten uit. Op 12 december 2007 werd Shanghai Airlines lid van Star Alliance. Er wordt gespeculeerd dat Shanghai Airlines mogelijk gaat fuseren met het eveneens in Shanghai gestationeerde China Eastern. De luchtvaartmaatschappij heeft plannen om in de komende jaren flink uit te breiden. Ook wil het routes opzetten naar Europese en Noord-Amerikaanse bestemmingen, dit is echter tot nader order uitgesteld.
Sinds de oprichting is de luchtvaartmaatschappij nog nooit betrokken geweest bij een ongeval.

## Vloot

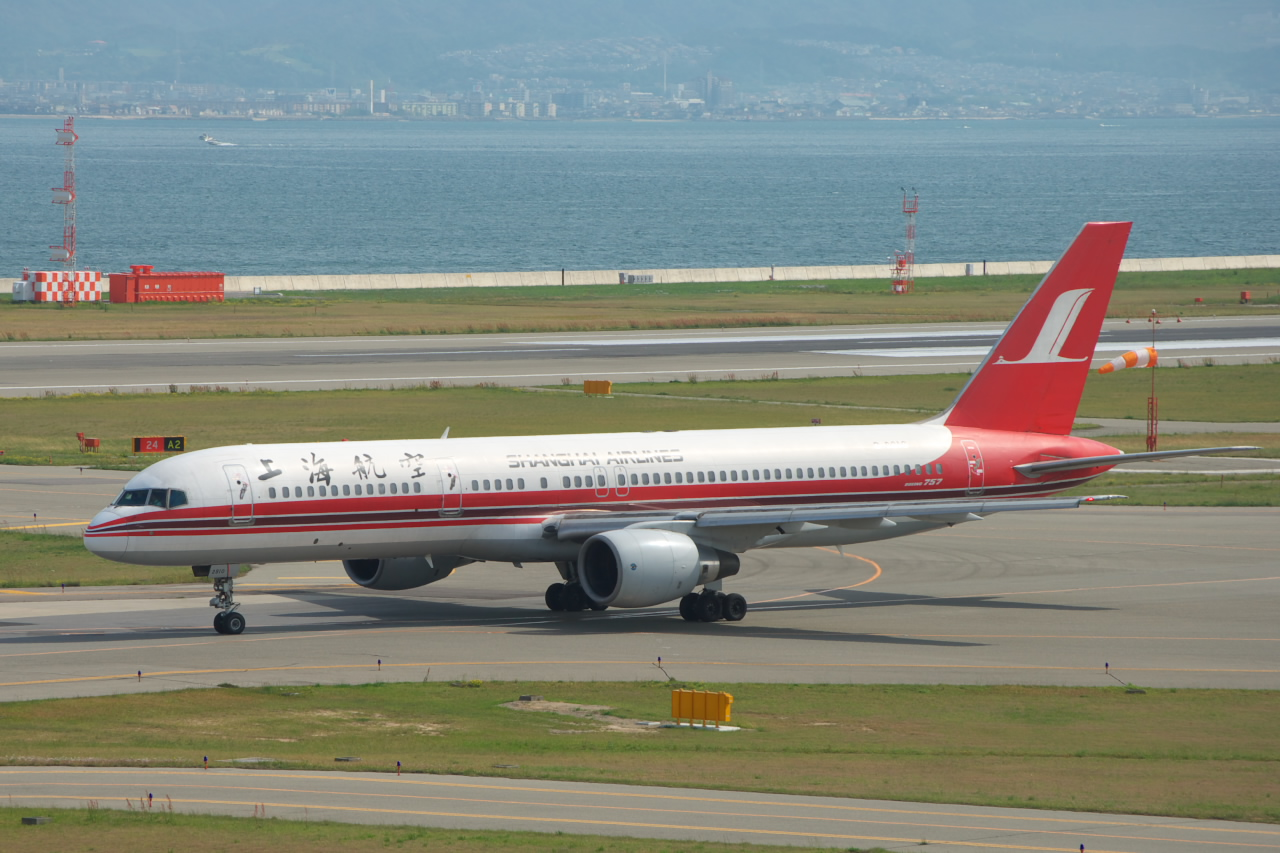
Een Boeing 757-200 van Shanghai Airlines op de Internationale Luchthaven Kansai

De vloot van Shanghai Airlines bestond in juli 2016 uit:
- 3 Airbus A330-200
- 3 Airbus A330-300
- 6 Boeing 767-300
- 65 Boeing 737-800
- 10 Boeing 737-700